# 올로그네눈주머니쥐
올로그네눈주머니쥐(Philander olrogi)는 남아메리카 주머니쥐의 일종으로 볼리비아 동부 지역에서 발견되며, 1974년 수집한 표본을 기초로 2008년에 처음 기술되었다. 저지대 아마존 우림 지역에서 서식하며, 해발 고도 150m부터 250m 사이에서 분포한다. 학명은 스웨덴-아르헨티나 생물학자 올로그(Claes C. Olrog)의 이름에서 유래했다. 올로그네눈주머니쥐를 닮은 회색네눈주머니쥐(P. opossum)와 동지역성 종분화 관계에 있다. 두 종은 배 쪽의 털 색깔과 광대뼈 부위 등 여러 면에서 차이가 있다.